# تصفيات بطولة أمم أوروبا للسيدات 2013 – المجموعة 3
المجموعة 3 من تصفيات بطولة أمم أوروبا لكرة القدم للسيدات 2013 هي واحدة من المجموعات التأهيلية لبطولة أمم أوروبا لكرة القدم للسيدات وسوف تلعب ما بين 19 مايو 2011 و19 سبتمبر 2012. يشترك في مباريات المجموعة منتخبات بلجيكا، بلغاريا، المجر، آيسلندا، أيرلندا الشمالية والنرويج.
الفائز بالمجموعة يتأهل مباشرة إلى مسابقة يورو للسيدات 2013. وإذا كان المنتخب الوصيف بهذه المجموعة الأفضل من بين باقي وصفاء المجموعات بالتصفيات سيتأهل هو الآخر للنهائيات، في حين إذا لم يكن الأفضل سينتقل للعب مبارتين فاصلتين في أكتوبر 2012 مع فريق يحدد في القرعة لتحديد الفرق الثلاثة التي ستكمل عقد المتأهلين.

## الترتيب
| فريق             | نقاط | فرق | عليه | له | خ | ت | ف | لعب |
| ---------------- | ---- | --- | ---- | -- | - | - | - | --- |
| آيسلندا          | 13   | 11+ | 1    | 12 | 0 | 1 | 4 | 5   |
| بلجيكا           | 7    | 5+  | 2    | 7  | 1 | 1 | 2 | 4   |
| النرويج          | 6    | 3+  | 6    | 9  | 2 | 0 | 2 | 4   |
| أيرلندا الشمالية | 6    | 1+  | 3    | 4  | 1 | 0 | 2 | 3   |
| المجر            | 3    | 4−  | 9    | 5  | 3 | 0 | 1 | 4   |
| بلغاريا          | 0    | 16− | 16   | 0  | 4 | 0 | 0 | 4   |

## النتائج
جميع اوقات المباريات UTC+2.

## وصلات خارجية
- نتائج وترتيب المجموعة 3 على موقع اليويفا